# Titanic (magazin)
A Titanic német szatirikus havilap, Németország egyik legismertebb és – százezres példányszámával – egyik legnagyobb szatirikus sajtóterméke. 
1979-ben alapították újságírók, főleg a Pardon című szatirikus havilap korábbi szerkesztői, akik a kiadóval való folyamatos konfliktusaik miatt hagyták el a lapot. (A Pardon három évvel később meg is szűnt.) Az alapítók főként frankfurti újságírók és karikaturisták voltak, akiknek csoportját a filozófiai frankfurti iskoláról félig tréfásan „Új Frankfurti Iskolának” nevezték el. A Titanic humoros publikációkról szóló egyik rovatának fejlécében máig szerepel Theodor Adorno (némileg módosított) portréja.
A magazinnak története során legkedveltebb céltáblája Helmut Kohl kancellár volt, aki gyakrabban jelent meg a címlapon bárki másnál. Az 1980-as években a magazin adta Kohlnak a Birne („körte”) gúnynevet (a kancellárnak a karikatúrákban megjelenített fejformájáról).

## Aktivizmusuk
A magazin népszerűségét közéleti aktivizmussal, botrányok keltésével tartja életben, igyekezve folyamatosan fenntartani a média figyelmét.
Az egyik ilyen akciójuk volt, hogy a magazin szerkesztői 2004-ben megalapították a Die PARTEI (A PÁRT) nevű, saját bevallásuk szerint populista pártot, amely elárverezte a 2005-ös választások előtti kampányra kapott ingyen televíziós műsoridejét, majd több mint tízezer szavazatot gyűjtött Hamburgban és Berlinben.
A magazinnak története során 35 számát tiltották be, és 55 bírósági eljárást indítottak ellene.